# Felix Cappella
Felix Cappella (* 24. Januar 1930 in Fara in Sabina; † 26. Februar 2011) war ein kanadischer Geher italienischer Herkunft.
1966 wurde er bei den British Empire and Commonwealth Games in Kingston Sechster im 20-Meilen-Gehen.
Im Jahr darauf gewann er bei den Panamerikanischen Spielen in Winnipeg Bronze im 20-km-Gehen und Silber im 50-km-Gehen.
Bei den Olympischen Spielen 1968 in Mexiko-Stadt kam er im 50-km-Gehen auf den 23. Platz. Im 20-km-Gehen erreichte er nicht das Ziel.
1970 wurde er bei den British Commonwealth Games in Edinburgh Achter im 20-Meilen-Gehen.
Dreimal wurde er Kanadischer Meister über 20 km (19671969), zweimal über 50 km (1968, 1971) und einmal über 20 Meilen (1966).

## Persönliche Bestzeiten
- 20 km Gehen: 1:34:24 h, 17. November 1963, Toronto
- 50 km Gehen: 4:22:29 h, 16. Juni 1968, Toronto